# Chiesa di Santa Chiara (Ripatransone)
La chiesa di Santa Chiara è una chiesa sussidiaria di Ripatransone, in provincia di Ascoli Piceno, che risale al XVI secolo.

## Storia
Già dal 1598 una chiesa dedicata a santa Chiara viene citata in una mappa di Ripatransone, e la sua riedificazione è avvenuta tra il 1750 ed il 1754. La sua consacrazione si è avuta subito dopo questa ricostruzione, officiata dal vescovo Niccolò Recco.
Durante il periodo della dominazione napoleonica la chiesa ed il convento, come tantissimi altri luoghi di culto in Italia, vennero soppressi, e le clarisse furono costrette a trasferirsi. Trascorsi pochi anni questi edifici furono acquistati dal vescovo Ludovico Luigi Ugolini che vi trasferì la parrocchiale di San Benigno. In seguito la chiesa è entrata e far parte del seminario vescovile.
Dalla seconda metà del XX secolo tutto l'edificio è stato oggetto di importanti lavori di restauro, si è provveduto a ripristinare le decorazioni e vi è stata portata la pala dell'altar maggiore, opera di Michelangelo Bedini, autore anche di altri affreschi nella chiesa.
In seguito, senza essere sconsacrata, è divenuta sede di attività culturali ed è stata pure per un breve periodo museo diocesano.